# Aleph Objects
Aleph Objects, Inc. là một công ty sản xuất nhỏ có trụ sở tại Colorado. Mô hình kinh doanh của họ tập trung vào việc phát triển phần cứng nguồn mở cho in 3D với sự hỗ trợ đầy đủ cho phần mềm miễn phí và mã nguồn mở.

## LulzBot

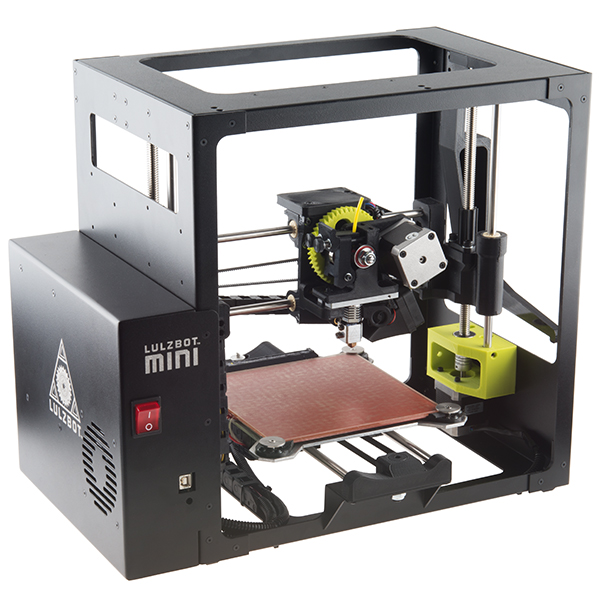
LulzBot Mini, một dòng máy in dòng LulzBot của máy in 3D

Công ty được biết đến nhiều nhất với dòng sản phẩm máy in 3D LulzBot, mặc dù sử dụng một số thanh nhôm định hình và các bộ phận được sản xuất hàng loạt khác nhưng vẫn giữ  đúng với nguyên tắc RepRap bởi vẫn có nhiều thành phần có thể được 3D.
Do phần cứng nguồn mở hoàn toàn và thiết kế phần mềm nguồn mở, LulzBot đã nhận được chứng nhận "Tôn trọng Tự do của bạn" từ Quỹ Phần mềm Tự do. Ngoài ra, các máy in Lulzbot thường được sử dụng trong các chuỗi công cụ nguồn mở trên các dự án mã nguồn mở. Ví dụ, Superior Enzym sử dụng một máy TAZ LulzBot trong chế tạo một quang kế nguồn mở để thử nghiệm nitrat. Tương tự như vậy, máy in 3D Lulzbot được sử dụng trong các dự án để tạo ra tay giả chi phí thấp.
Do chi tiết lớn tương đối dễ bảo trì và sử dụng dễ dàng, máy in Lulzbot là một trong một số máy in 3D để bàn đã được các nhà đánh giá đề xuất cho các thư viện.
Trong Ultimate Guide to 3D Printing năm 2014 số đặc biệt, Make Magazine đã trao giải thưởng "Tài liệu tốt nhất" của Lulzbot TAZ cho tất cả các máy in 3D của người có sở thích. TAZ 5 cũng được đánh giá cao hơn bất kỳ máy in 3D nào khác trên danh sách máy in 3D tốt nhất của 3D Forged. Vào ngày 15 tháng 6 năm 2014, một đoàn làm phim từ chương trình truyền hình do hãng sản xuất ở Canada, How It's Made đến thăm trụ sở chính của công ty ở Loveland, Colorado. Ở đó, họ quay một đoạn có máy in LulzBot TAZ 4 3D, được phát sóng trong một tập của How It Made trên Kênh Discovery năm 2015
Vào ngày 17 tháng 5 năm 2016, LulzBot đã phát hành TAZ 6, có các nâng cấp như tự động cân bàn, tự động làm sạch vòi phun, và nguồn điện kèm theo, cũng như phần mềm cải tiến, hỗ trợ vật liệu sợi mới, tản nhiệt tốt hơn, và hơn thế nữa. Trong bài đánh giá của 3DForged.com về TAZ 6, Brent Hale gọi là TAZ 6 "máy in 3D tổng thể tốt nhất mà tôi từng sử dụng."

## Sản phẩm khác
Việc kinh doanh của Aleph Object tập trung vào dòng máy in 3D của họ, như vậy, họ cũng bán sợi nhựa, phụ kiện máy in và các bộ phận thay thế.